# Callum O’Brien
Callum O’Brien (* 4. November 1982 in Cambridge) ist ein ehemaliger neuseeländischer Squashspieler. 

## Karriere
Callum O’Brien begann seine Karriere im Jahr 2001 und gewann drei Titel auf der PSA World Tour. Seine beste Platzierung in der Weltrangliste erreichte er mit Rang 61 im Juni 2005. Mit der neuseeländischen Nationalmannschaft nahm er 2003 und 2005 an der Weltmeisterschaft teil. Von seinen insgesamt elf Partien gewann er sechs. Bei den Commonwealth Games 2006 gehörte er ebenfalls zum neuseeländischen Kader und trat in der gemischten Konkurrenz mit Lara Heta an. Die beiden erreichten das Viertelfinale, wo sie den späteren Silbermedaillengewinnern Vicky Botwright und James Willstrop unterlagen. Er wurde 2006 nach einem Finalsieg gegen Kashif Shuja erstmals neuseeländischer Landesmeister. 2003 und 2005 hatte er noch im Finale gegen Shuja verloren.
2007 beendete er nach einer Hüftoperation seine aktive Laufbahn. Er ist seit 2013 verheiratet.

## Erfolge
- Gewonnene PSA-Titel: 3
- Neuseeländischer Meister: 2006